# Каршияка (футбольный клуб)
Спортивный клуб Каршияка (тур. Karşıyaka Spor Kulübü) — турецкий футбольный клуб из города Измир, в настоящее время выступающий в Третьей лиге, четвёртой по уровню в системе футбольных лиг Турции. Домашние матчи команда проводит на стадионе Измир Ататюрк, вмещающем 51 295 зрителей.

## История
В начале XX века в Измире существовали футбольные команды, организованные лишь греками, армянами и англичанами. Сильнейшим из которых был «Паниониос». Туркам-мусульманам было запрещено заниматься футболом до 1908 года, когда произошла Младотурецкая революция и была восстановлена конституция 1876 года, что дало возможность туркам создавать свои спортивные клубы. 1 ноября 1912 года в Измире был основан первый турецкий спортивный клуб «Каршияка», названный по одноимённому городскому району. Клубными цветами были выбраны красный, символизирующий Турцию, и зелёный, цвет ислама. Спустя два года в Измире появился и второй турецкий клуб «Алтай».
В 1925 и 1926 годах Мустафа Кемаль Ататюрк, посещая Измир, бывал в клубе. Во время одного из этих посещений Ататюрк разрешил «Каршияке» включить в свою эмблему полумесяц со звездой. В 1926 году клуб впервые стал победителем Измирской футбольной лиги. Повторить этот успех «Каршияка» смогла лишь в 1950-е годы (в 1952 и 1959 годах). В 1959 году она наряду с ещё тремя измирскими командами приняла участие в первом розыгрыше Национальной лиги. В сезоне 1961/1962 «Каршияка» стала пятой в чемпионате Турции, уступив позиции лишь большой стамбульской тройке и землякам из «Алтая». Спустя два года она вылетела из главной турецкой лиги. В 1970 году «Каршияка» добилась возвращения в Национальную лигу, но по итогам чемпионата 1971/72 заняла последнее место опустилась обратно во Вторую лигу.
Следующее пришествие «Каршияки» в элиту турецкого футбола пришлось на конец 1980-х — начало 1990-х годов. Клуб играл роль середняка или аутсайдера Первой лиги, два раза вылетая и возвращаясь обратно. По итогам сезона 1995/96 «Каршияка» заняла последнее место в лиге и больше туда (по состоянию на 2018 год) не возвращалась. Впоследствии команда играла во Второй лиге, ставшей с образованием Суперлиги Первой, вплоть до 2016 года (с перерывом в 2001—2003 годах). В 2016 году «Каршияка» вылетела во Вторую лигу, а спустя два года — и в Третью.

## Соперники
Наиболее непримиримым соперником «Каршияки» является «Гёзтепе» из Измира. 16 мая 1981 года матч между ними собрал на стадионе аудиторию в 80 000 зрителей. Игра проходила в рамках турецкой Второй лиги и была включена в «Книгу рекордов Гиннесса» как матч с рекордной посещаемостью для вторых лиг. Роль другого принципиального соперника для «Каршияки» играет «Алтай», второй по дате основания после неё турецкий клуб в Измире.